# Bodedia refractaria
Bodedia refractaria là một loài tò vò trong họ Ichneumonidae.